# Bussurel
Bussurel est un village, ancienne commune de la Haute-Saône qui fut une commune associée de Héricourt entre 1973 et 2019, année où elle devient une commune déléguée d'Héricourt tout comme Tavey.

## Géographie
Localisation
Le village de Bussurel se situe au sud-est du département de la Haute-Saône (70), il fait d’ailleurs office de frontière avec le Doubs (25). Une frontière avec le territoire de Belfort (90) est également présente à l’est du village dans la forêt.
Communes limitrophes
Au nord de Bussurel, se trouve Héricourt, au sud  Bethoncourt, à l’ouest  Vyans-le-Val et au sud-ouest Montbéliard.

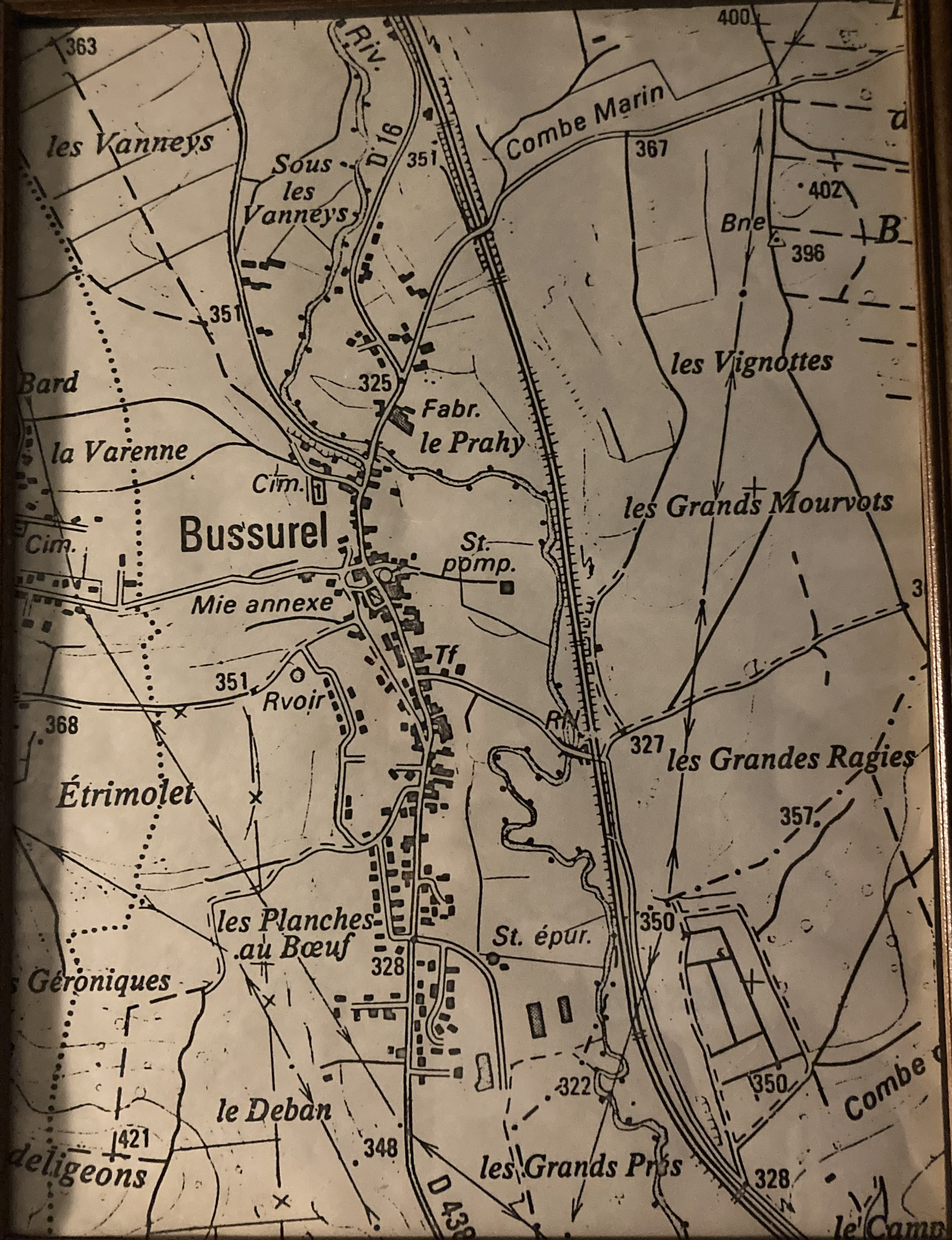
Carte.

Carte des lieux-dits

## Histoire
Du minerai de fer est extrait vers 1826 à Bussurel, ce gisement fait partie d'une zone particulièrement exploitée, de Belfort à Montbéliard.
Le 31 décembre 1973, la commune de Bussurel — tout comme celle de Byans — est rattachée à celle de Héricourt sous le régime de la fusion-association. Pour Byans, la fusion est une fusion simple, ce qui implique qu'elle ne possède plus aucun statut particulier.
Le 1er janvier 2019, Héricourt absorbe Tavey à la suite d'un arrêté préfectoral du 19 octobre 2018. Bussurel devient alors une des trois communes déléguées au même titre des deux communes.

## Administration

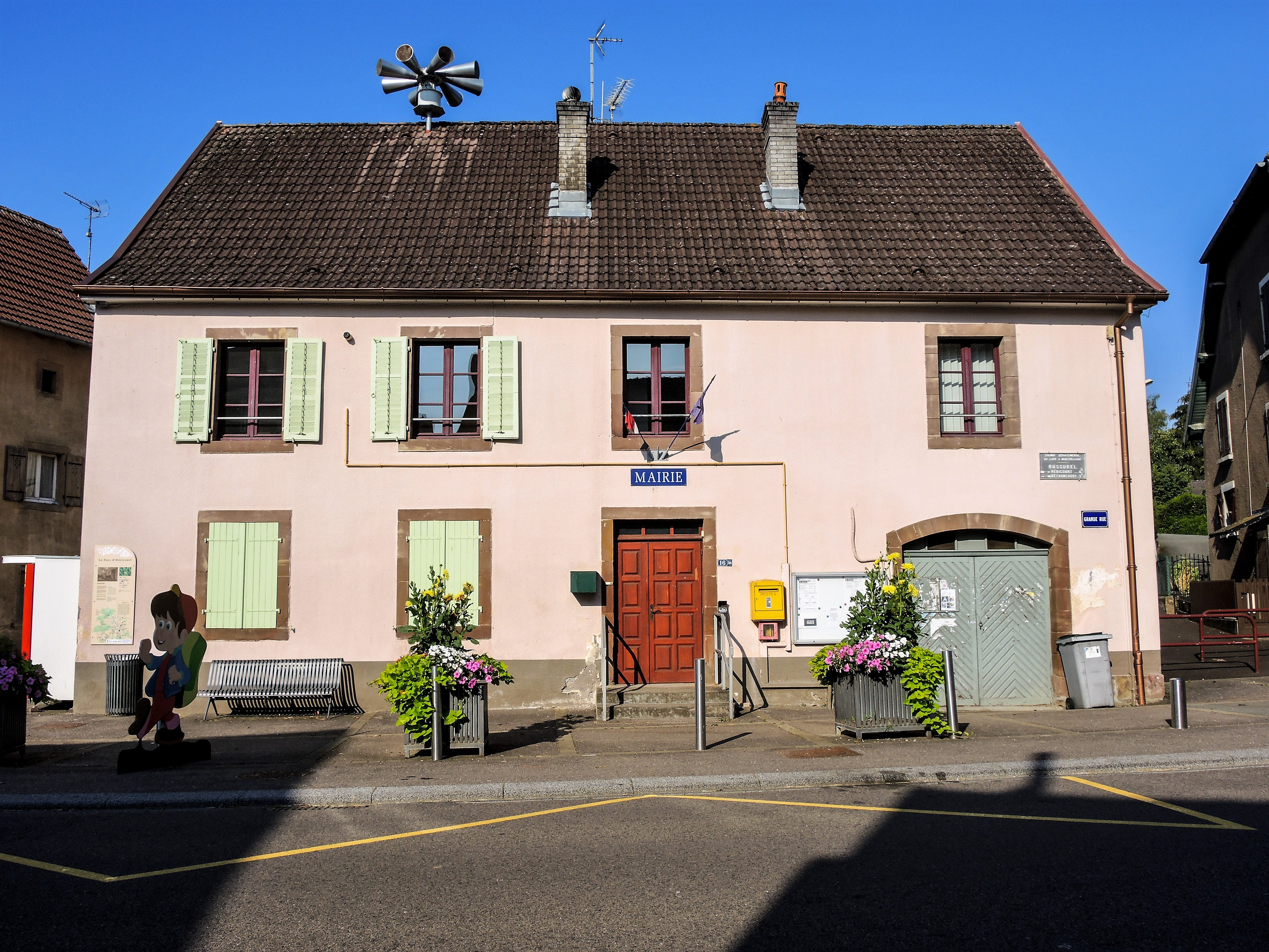
Mairie annexe.

### Liste des maires successifs
| Période | Période  | Identité           | Étiquette | Qualité |
| ------- | -------- | ------------------ | --------- | ------- |
|         |          |                    |           |         |
| 2014    | En cours | Pierre-Yves Sutter |           |         |

## Démographie
| 1793 | 1800 | 1806 | 1831 | 1836 | 1841 | 1846 | 1851 | 1856 |
| ---- | ---- | ---- | ---- | ---- | ---- | ---- | ---- | ---- |
| 243  | 236  | 279  | 389  | 399  | 396  | 375  | 342  | 322  |

| 1861 | 1866 | 1872 | 1876 | 1881 | 1886 | 1891 | 1896 | 1901 |
| ---- | ---- | ---- | ---- | ---- | ---- | ---- | ---- | ---- |
| 334  | 308  | 282  | 310  | 314  | 314  | 284  | 297  | 267  |

| 1906 | 1911 | 1921 | 1926 | 1931 | 1936 | 1946 | 1954 | 1962 |
| ---- | ---- | ---- | ---- | ---- | ---- | ---- | ---- | ---- |
| 233  | 199  | 215  | 256  | 244  | 235  | 250  | 289  | 352  |

| 1968 | 2015 | 2017 | - | - | - | - | - | - |
| ---- | ---- | ---- | - | - | - | - | - | - |
| 398  | 746  | 721  | - | - | - | - | - | - |

## Lieux et monuments
- Temple luthérien.

## Personnalités liées à la commune
- Émilie Banzet. Fille d'un pasteur de Bussurel, elle étudie pour devenir institutrice. Elle est la première femme envoyée à Tahiti par la Société des Missions Evangéliques. Elle arrive à Papeete en 1885 où elle tient l'école protestante des filles. Elle est décorée de Palmes académiques en 1902.